# Globale Gerechtigkeit
Globale Gerechtigkeit ist jene Form der sozialen Gerechtigkeit, die eine faire Verteilung von Ressourcen, Rechten und Möglichkeiten auf globaler Ebene einfordert. Das Konzept wird in der politischen Philosophie und von sozialen Bewegungen aufgegriffen. Typische Anwendungsfelder globaler Gerechtigkeit sind Verteilungsgerechtigkeit zwischen armen Ländern des Globalen Südens und reichen Ländern des Globalen Nordens, Personenfreizügigkeit, Menschenrechte, Klimagerechtigkeit und Globalisierungskritik.

## Problemfelder
Typische Problemfelder der globalen Gerechtigkeit beziehen sich auf:
- Handlungen einer Institution, Aktivität, Praktik oder eines Handelnden, die sich negativ auf Einwohner anderer Staaten auswirken
- Institutionen, Aktivitäten oder Praktiken, die sich wohlwollend oder schadensbegrenzend auf Einwohner anderer Staaten auswirken
- die Entwicklung von Normen, die von Handelnden in einem Staat mit Rücksicht auf Handelnde in anderen Staaten notwendig sind
- die Kooperation verschiedener Staaten bei Problemen, die die Einwohner von mehr als einem Staat betreffen

Manche Philosophen beziehen sich in der Theorisierung globaler Gerechtigkeit auf John Rawls und fordern, dass Rawls’ Differenzprinzip auch auf globaler Ebene Anwendung finden solle. Andere wie Martha Nussbaum und Thomas Pogge dagegen schlagen Alternativkonzepte vor, etwa globale Gerechtigkeit als Pflicht im Sinne eines Kosmopolitismus oder als globale Erfüllung der Menschenrechte.